# 旭館 (社交クラブ)
旭館（あさひかん）は、1888年（明治21年）から1955年（昭和30年）まで大阪府堺市（現在の堺区栄橋町2丁付近）にあった社交クラブ。

## 歴史
1888年（明治21年）、アサヒビールの前身にあたる大阪麦酒会社社長の鳥井駒吉らが社交クラブ「旭館」を開設。関西の名士が利用する場だったが、国道26号の工事に伴い、敷地が道路用地となったために閉館した。庭には鶴が23羽いた。
かつては4000坪を有する広大な敷地であったと伝わり、現在の龍神堂は旭館敷地内に所在していたとされる。